# Besleria microphylla
Besleria microphylla är en tvåhjärtbladig växtart som beskrevs av Karl Fritsch. Besleria microphylla ingår i släktet Besleria och familjen Gesneriaceae.

## Underarter
Arten delas in i följande underarter:
- B. m. microphylla
- B. m. serrulata